# Drangajökull
Le Drangajökull, toponyme islandais signifiant littéralement en français « le glacier des aiguilles », est un glacier d'Islande d'une superficie de 160 km2. Il se trouve dans la région des Vestfirðir, au nord-est de l'Ísafjarðardjúp et au sud-est de l'Hornstrandir. Le glacier possède assez peu de langues glaciaires, la plus connue, le Lónsjökull visible depuis Ísafjörður, se trouve au niveau de la Kaldalón (littéralement le « lagon froid »).
C'est le seul glacier islandais entièrement situé sous la limite des 1 000 mètres d'altitude, avec un point culminant à 925 mètres, et aussi le seul à ne pas avoir subi de recul au cours des dernières années.